# The Uninvited (1944)
The Uninvited (bra: O Solar das Almas Perdidas) é um filme estadunidense de 1944, dos gêneros fantasia e terror, dirigido por Lewis Allen, com roteiro de Dodie Smith e Frank Partos baseado no romance Uneasy Freehold, de Dorothy Macardle.

## Elenco
| Ator/Atriz            | Personagem          |
| --------------------- | ------------------- |
| Ray Milland           | Roderick Fitzgerald |
| Ruth Hussey           | Pamela Fitzgerald   |
| Donald Crisp          | Comandante Beech    |
| Cornelia Otis Skinner | Senhorita Holloway  |
| Dorothy Stickney      | Senhorita Bird      |
| Barbara Everest       | Lizzie Flynn        |
| Alan Napier           | Doutor Scott        |
| Gail Russell          | Stella Meredith     |

## Prêmios e indicações
| Prêmio     | Categoria         | Recipiente   | Resultado |
| ---------- | ----------------- | ------------ | --------- |
| Oscar 1945 | Melhor fotografia | Charles Lang | Indicado  |

## Produção
O diretor Allen, advindo do teatro britânico, faz aqui sua estreia no cinema e impõe um tratamento sério ao roteiro, o que era incomum na época para esse tipo de espetáculo. De fato, diferentemente de seus congêneres, este é um filme sobre fantasmas que não lança mão de alívios cômicos, painéis deslizantes ou mãos assassinas, mas, isto sim, de muita atmosfera espectral a serviço de um thriller genuíno. Melhor filme do diretor e, provavelmente, a melhor história de fantasmas do cinema, The Uninvited pertence ao pequeno círculo de filmes do gênero que permanecem fiéis às suas criaturas e não tentam explicações lógicas ou naturais no fim da projeção.
A canção-tema, Stella by Starlight, de Victor Young, fez grande sucesso popular e tornou-se um clássico do jazz.

## Sinopse
Os irmãos Roderick e Pamela Fitzgerald adquirem uma casa abandonada na costa da Cornualha. Após um entusiasmo inicial, eles começam a ficar apreensivos com rumores de que o lugar seria assombrado. Em seguida, passam a receber visitas de Stella Meredith, uma jovem envolta numa atmosfera maligna e cuja mãe seria o fantasma responsável pelos ruídos que têm perturbado a paz do local à noite. Fica claro que há um mistério no ar, que a casa possui um segredo, e que o avô de Stella sabe muito mais do que confessa. Além disso, parece haver um segundo fantasma, empenhado em proteger a moça, ao contrário do outro, que deseja sua ruína.